# ステークアッシェ
| ステークアッシェ（生の側） |  | ステークアッシェ（焼けた側） |
| ステークアッシェ（生の側） |  | ステークアッシェ（焼けた側） |

ステークアッシェ、ステーク・アッシェ、ステックアッシェ（フランス語: steak haché）は、フランス料理。牛の挽肉を使用した定番料理である。
フランスでは子供向けのステーキとしてポピュラーな料理である。日本語に直訳すると「みじん切りステーキ」といったものになる。
見た目はハンバーグに似るが、ハンバーグと違って、卵やパン粉といった「つなぎ」は一切使用されない。挽肉も練ったりこねたりすることはなく成型し、塩、コショウは成型後、焼く際に表面に振る程度である。